# Belleau (Meurthe e Mosella)
Belleau è un comune francese di 802 abitanti situato nel dipartimento della Meurthe e Mosella nella regione del Grand Est.

## Società

### Evoluzione demografica
Abitanti censiti

## Edifici religiosi

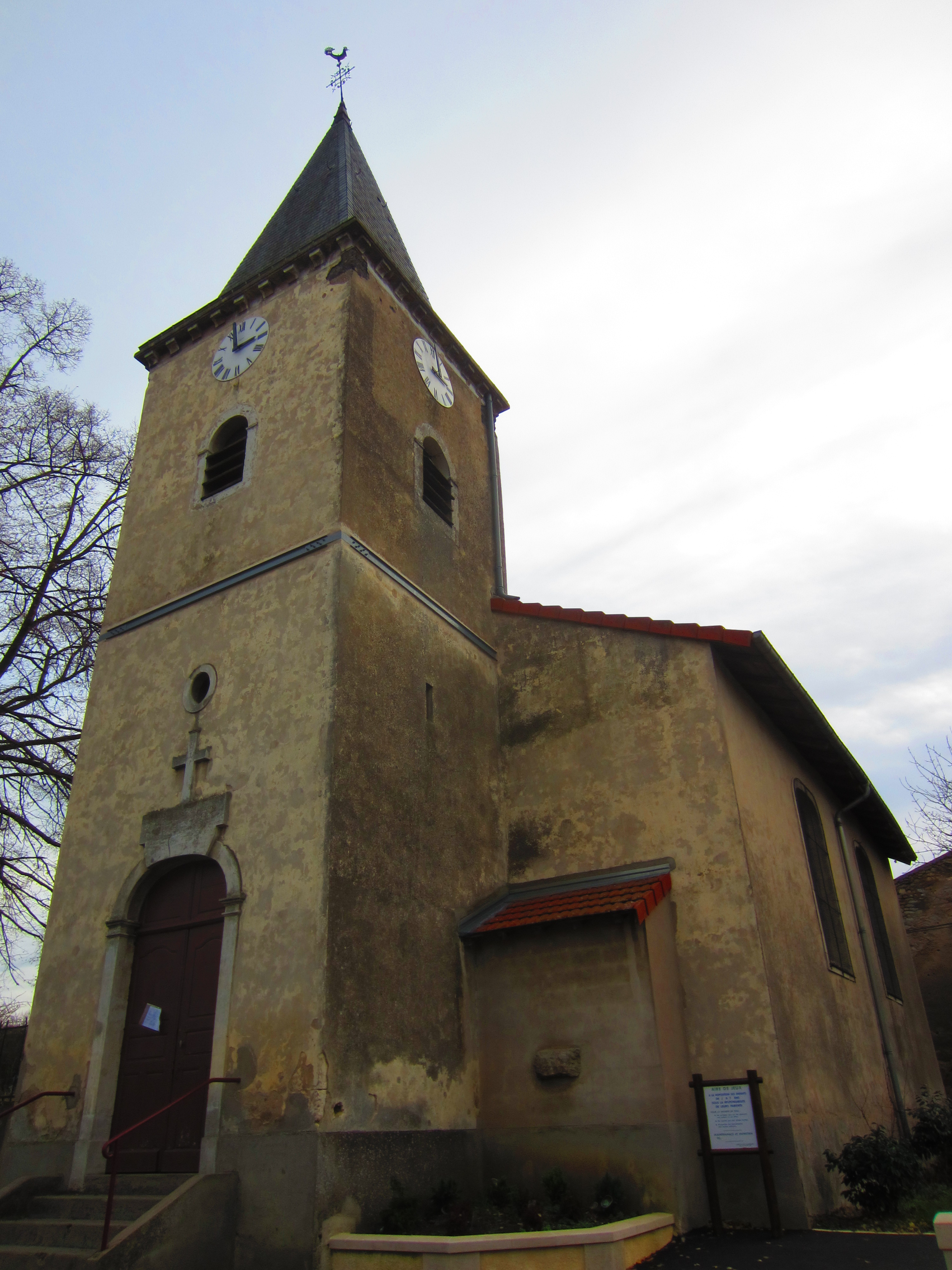
Chiesa de l'Assomption de Lixières
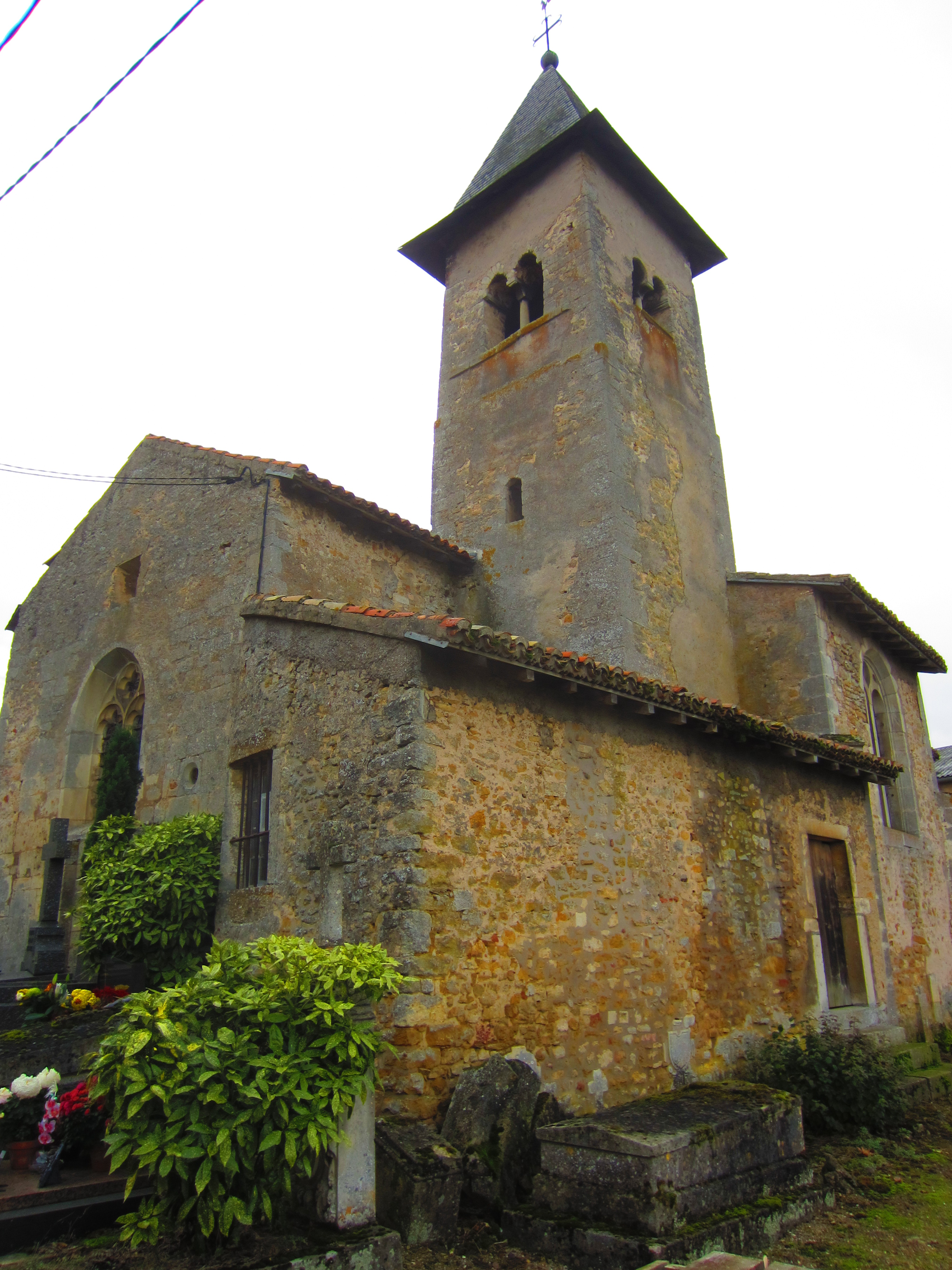
Chiesa Saint-Pierre de Morey
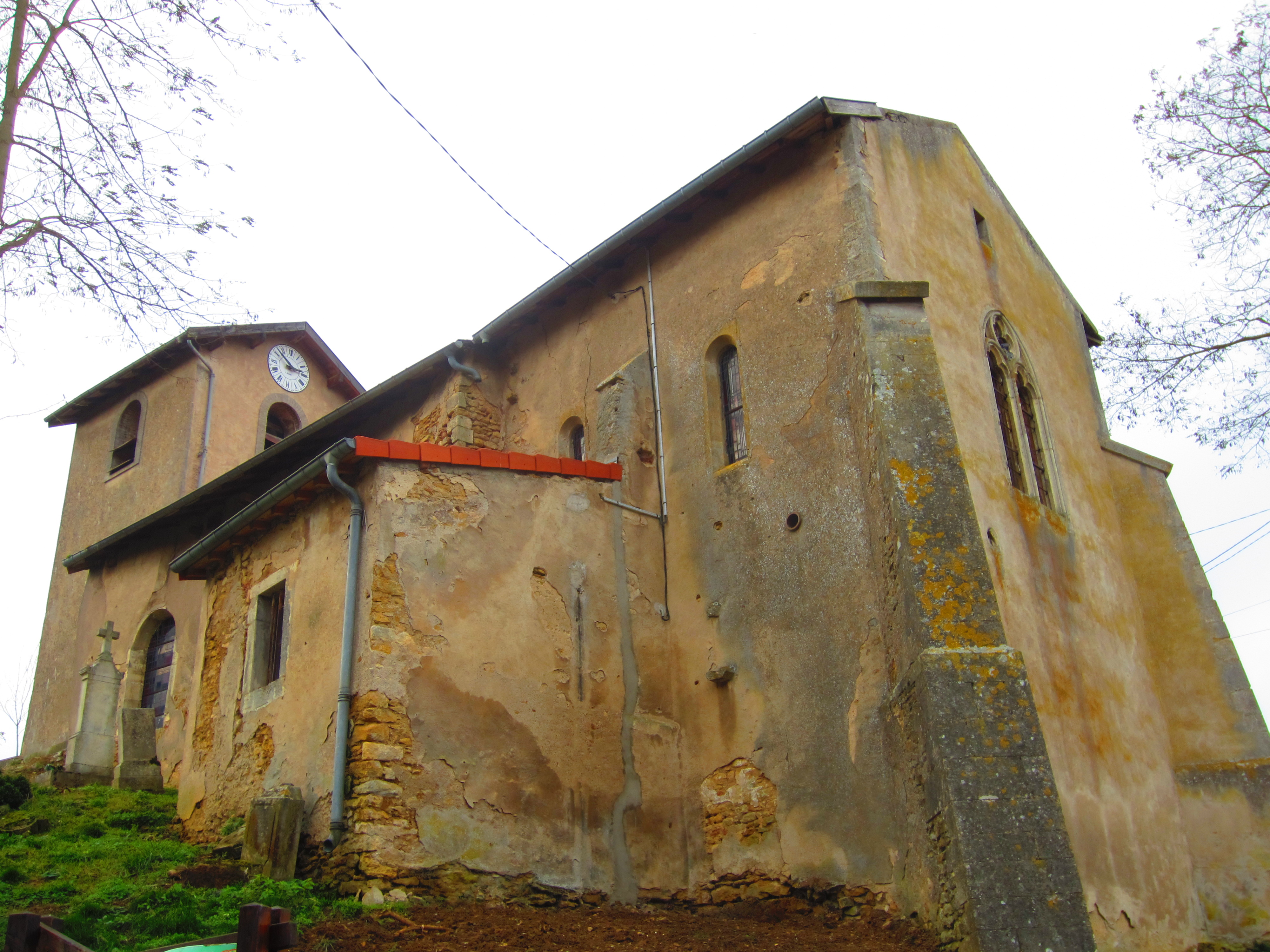
Chiesa Sainte-Madeleine de Serrières